# Akashi Shiganosuke
Det här är en artikel om en person med japanskt personnamn; Akashi är familjenamnet.

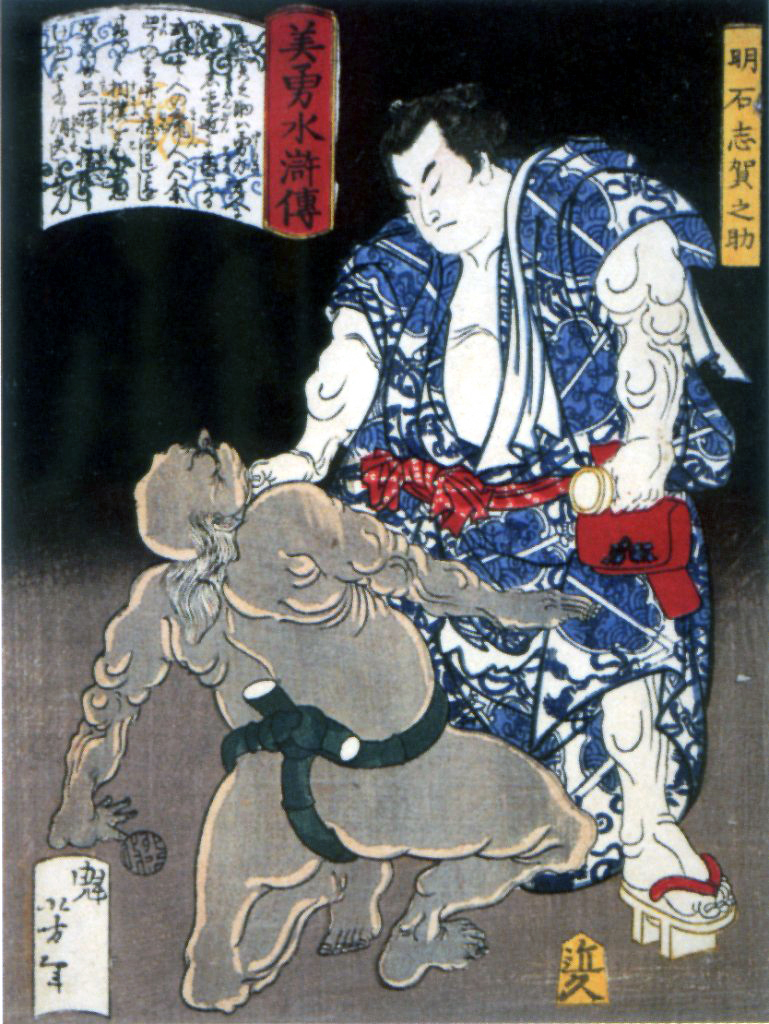
Akashi stryper en motståndare.

Akashi Shiganosuke (japanska: 明石 志賀之助), född cirka 1600, död cirka 1649, påstås vara en japansk sumobrottare som formellt erkänns som den första yokozuna. Han var en legendarisk person och hans historiska existens är omtvistad. Han sägs ha varit aktiv under Kan'ei-eran (1624–1643). Han beskrevs som gigantisk stor, 2,58 m lång och vägde 340 kg.
Han påstås vara född i Utsunomiya, Tochigi-prefekturen i centrala Japan, och son till Yamanouchi Shuzen, en samuraj som tjänstgjorde Sumaura Rinemon. 
Enligt sumofolklore deltog han i en sumoturnering i Yotsuya, Tokyo 1624 och blev omedelbart en stjärna, vilket möjliggjorde för sumoarrangörer att ta betalt för inträde för första gången.  Han sägs ha fått titeln Hinoshita Kaisan (en buddhistisk term som betecknar en man med exceptionell makt) av den tredje Tokugawa-shōgunen, Iemitsu.
År 1800 hade hans legendariska rykte som en enorm och mäktig rikishi befästs, och hans bedrifter återberättades och förskönades genom åren. Han blev så legendarisk att när den 12:e yokozuna Jinmaku Kyugoro kom att sammanställa den första listan över yokozuna år 1900, placerades Akashi i början, följt av två dominerande mästare från Edo-perioden, Ayagawa Goroji och Maruyama Gondazaemon. Trots detta var Tanikaze den första som fick en yokozuna- licens och utförde yokozuna dohyo-iri och anses därför ofta vara den första "riktiga" yokozuna.